# Homo universalis
|  | «polimàtic» redirigeix aquí. Vegeu-ne altres significats a «Corneli Alexandre Polihistor». |

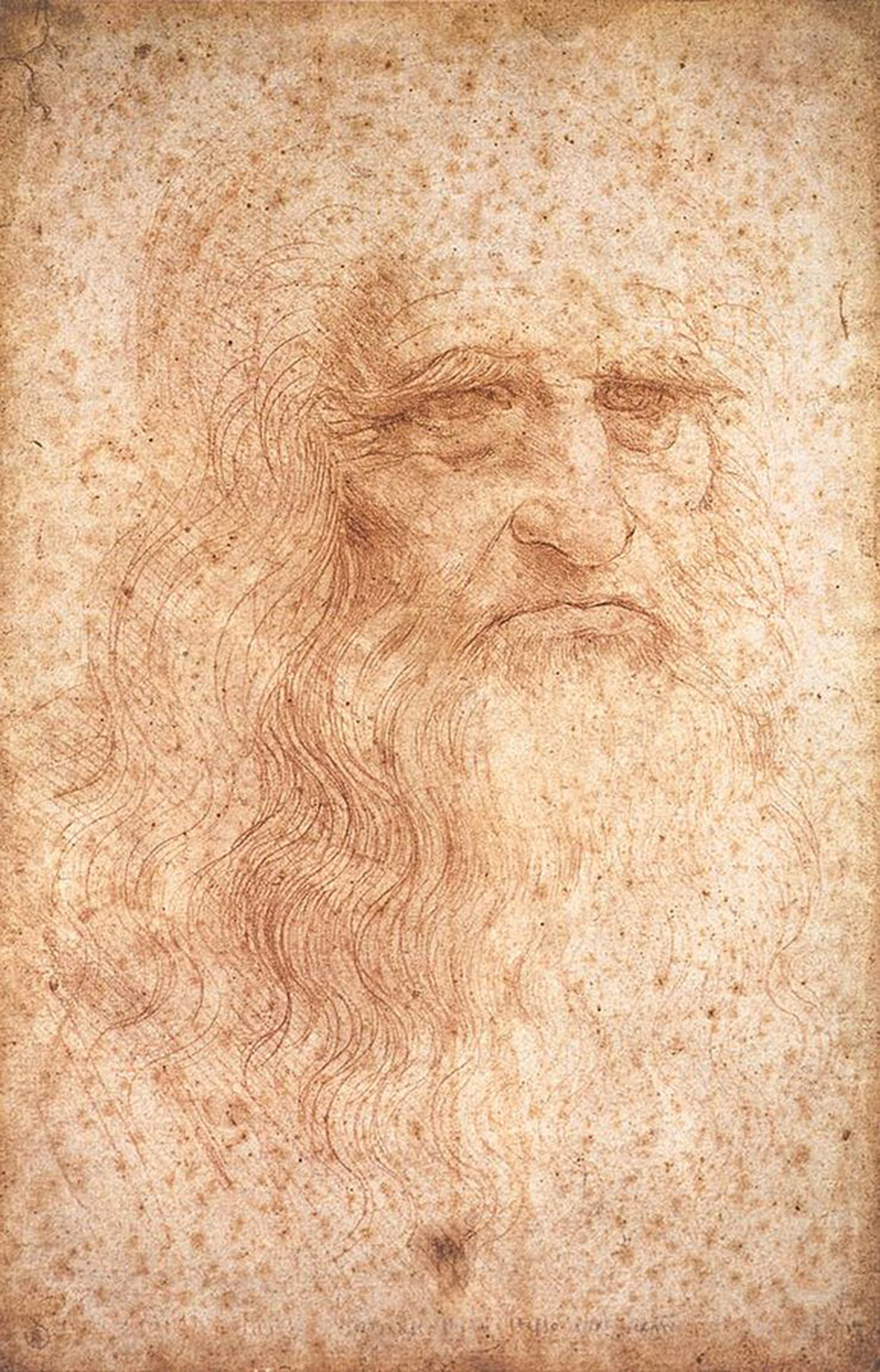
Leonardo da Vinci, considerat l'arquetip de l'"humà renaixentista", és un dels homo universalis més reconeguts

Un homo universalis (expressió llatina que es podria traduir com a 'humà d'esperit universal') o també polímata (del grec πολυμαθής, polymathēs, 'que coneix, comprèn o sap molt') és un individu que destaca en diverses branques del saber. El terme es refereix a persones amb uns coneixements no restringits a una àrea concreta sinó que dominen diferents disciplines, generalment les arts i les ciències. La majoria dels filòsofs de l'antiguitat eren savis polimàtics i, tal com s'entén el terme avui en dia en altres idiomes (no en català).
També s'utilitzen els termes humà renaixentista o humà del Renaixement. Aquest concepte va ser desenvolupat durant el Renaixement italià per un dels seus màxims representants, l'arquitecte Leon Battista Alberti (1404 - 1472), que va afirmar que "... l'artista en aquest context social no ha de ser un simple artesà, sinó un intel·lectual preparat en totes les disciplines i en tots els terrenys". Aquesta idea recull els principis bàsics de l'humanisme del Renaixement. Es caracteritzava per considerar l'humà com un ésser totpoderós, amb capacitats il·limitades per al desenvolupament, i exhortava la gent a abastar tots els camps del coneixement i a desenvolupar les seves capacitats al màxim. Per aquest motiu, moltes persones en el Renaixement van fer florir notablement la cultura, l'esport i l'art.
Amb l'augment exponencial del saber, el polímat contemporani és aquell que domina com a mínim tres disciplines diferents. Peter Burke els denomina polímats agrupats si aquestes disciplines tenen molta relació interna.

## Crítiques
El filòsof Heràclit d'Efes va utilitzar el terme polymathía per a criticar filòsofs, historiadors i poetes, però sobretot Homer, que s'havia fet famós com poeta a l'antiga Grècia, i que per raó de la gran pluralitat de coneixements que vessava en els seus escrits feia el seu discurs una mica superficial. Segons Heràclit, no es podia abraçar un discurs generalista, o parlar d'allò de què no tenim un coneixement de facto (el poeta, en escriure un text de ficció, relatava hàbits i activitats que no existien en la realitat). Curiosament, aquest és el sentit acceptat en el Termcat.
A causa d'això, va considerar els polímats com a opositors al logos ('lògica'), que tractaven d'absorbir el màxim de coneixements, però sense tractar de comprendre la pròpia natura (physis), que només pot ser descoberta mitjançant la lògica.
Les crítiques modernes més comunes van en la direcció que voler abastar molts sabers fa que el coneixement sobre aquests sigui superficial. D'altres assimilen el terme a "pedant".

## Homo universalisconeguts

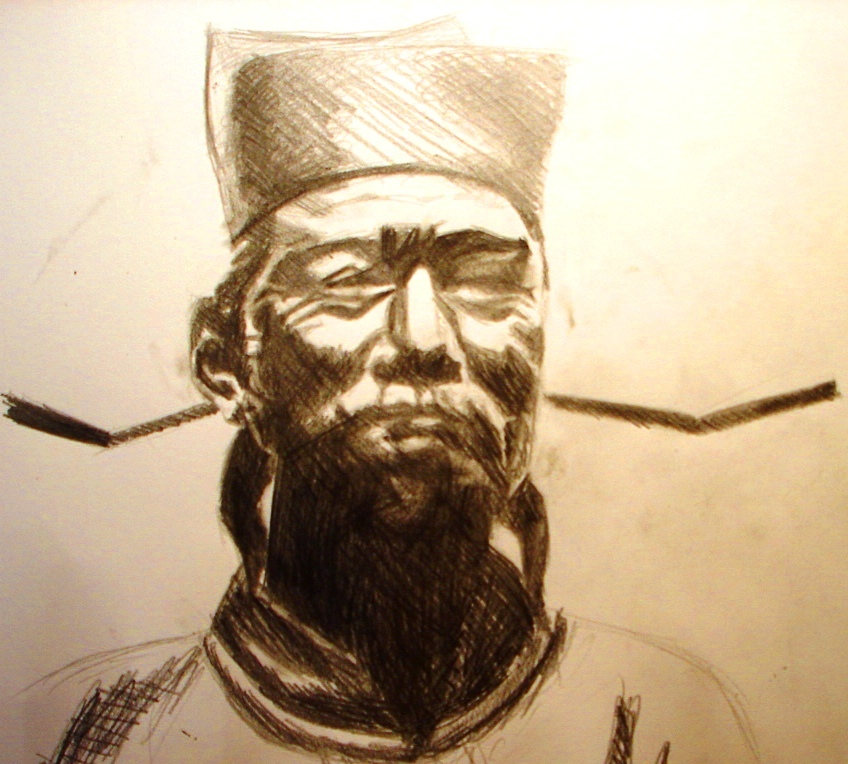
Shen Kuo, científic polifacètic xinès i estadista de la dinastia Song

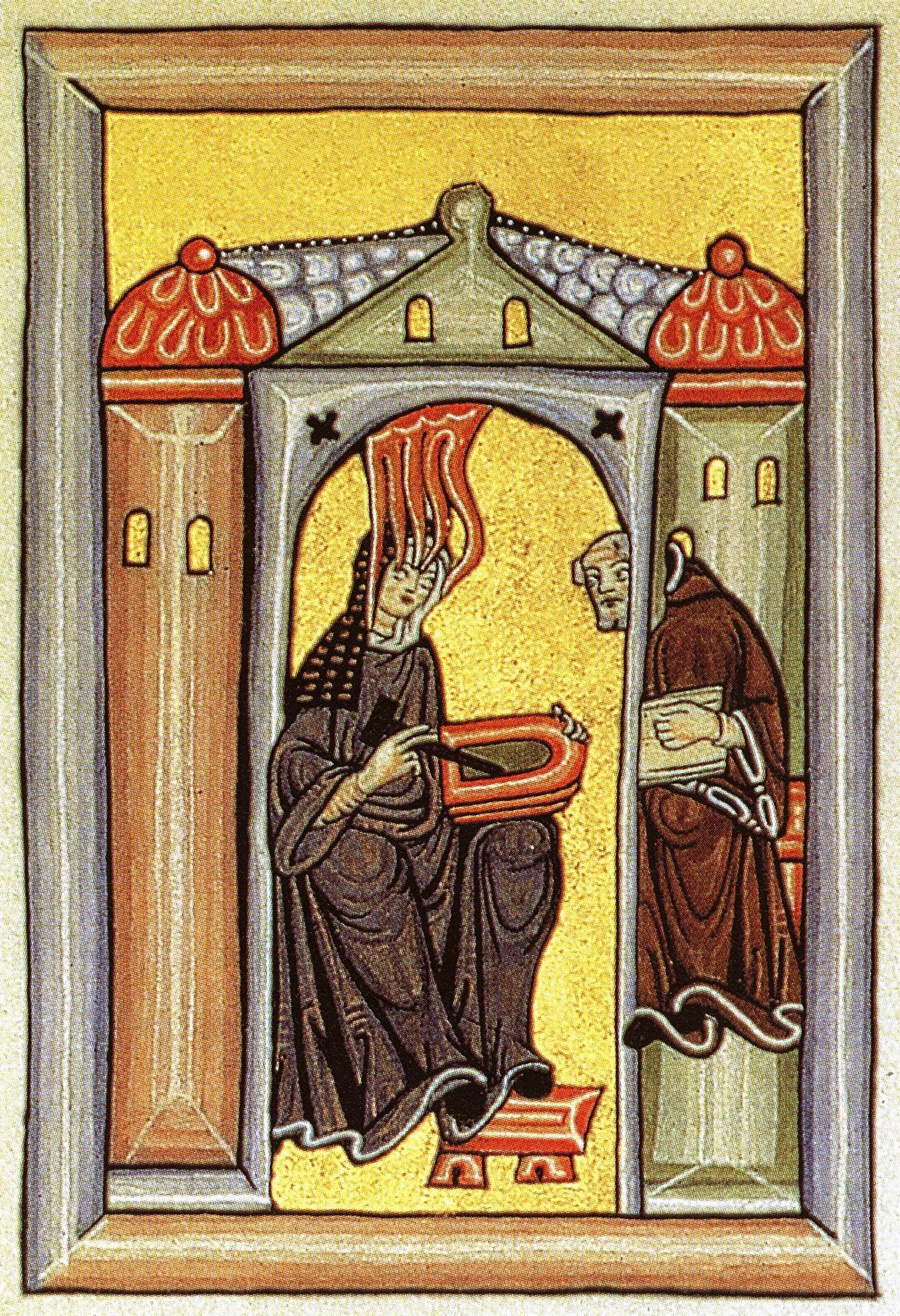
Hildegarda de Bingen, una escriptora erudita medieval (abadessa benedictina), en acció de dictar al seu escrivent en una il·luminació del Liber Scivias

La majoria dels savis al llarg de tota la història del pensament humà es van guiar per aquest ideal renaixentista, i entre ells trobem genis que van pertànyer a èpoques molt allunyades en el temps; hi trobem entre d'altres:
- Aristòtil (Stagiros a Grècia)
- Avicenna (Ibn Sina) (980, Afshena ara Uzbekistan - 1037, Hamadan a l'Iran)
- Al-Farabí
- Shen Kuo (1031, Hangzhou - 1095, Zhenjiang)
- Omar Khayyam (1048, Nixapur, actualment a l'Iran - 1131, Nixapur)
- Hildegarda de Bingen (Bermersheim, Alemanya, 1098 - Bingen am Rhein, 17 de setembre de 1179)
- Ramon Llull
- Leonardo da Vinci (1452, Vinci, a la Toscana - 1519, Amboise (Indre i Loira))
- Nicolau Copèrnic (1473, Thorn (Torun) Regne de Polònia - 1543, Frauenburg (Frombork) Regne de Polònia)
- René Descartes (1596, La Haye en Touraine (redenominada Descartes) - 1650 Estocolm)
- Athanasius Kircher (1601, prop de Fulda - 1680, a Roma)
- Blaise Pascal (1623, a Clarmont d'Alvèrnia - 1662, París)
- Michelangelo Buonarroti (1475 a Caprese Michelangelo - 1564 a Roma)
- Venceslau Cobergher (1557 a Anvers el 1557 - 1634 a Brussel·les)
- Nicolas-Claude Peiresc (1580 Belgentier - 1637 a Ais de Provença)
- Samuel Hartlib (c. 1600-1662, a Londres)
- Isaac Newton (1643, Woolsthorpe Manor a Lincolnshire - 1727, Kensington)
- Gottfried Leibniz (1646 a Leipzig - 1716 a Hannover)
- Emanuel Swedenborg (1788, Estocolm, Suècia - 1772 Londres, Anglaterra)
- Benjamin Franklin (1706, Boston, Estats Units - 1790, Filadèlfia, EUA)
- Johann Wolfgang von Goethe (1749, Frankfurt - 1832, Weimar)
- Alexander von Humboldt (1769, Berlín - 1859 Berlín)
- Richard Francis Burton (1821, Torquay, Regne Unit - 1890, Trieste, Àustria-Hongria)
- Francis Galton (1822, Sparkbrook prop de Birmingham - 1911, Haslemere, Surrey)
- Rabindranath Tagore
- Mikhaïl Lomonóssov
- Immanuel Kant
- Thomas Jefferson
- Henri Poincaré (1854 Nancy - 1912, París)
- Ivan Sol·lertinski (1902, Vítsiebsk a Rússia - 1944, Novossibirsk)
- John von Neumann (1903, Budapest - 1957, EUA)
- Isaac Asimov (1920, Petrovitxi a Rússia - 1992 Nova York).